# Ґостинь (Західнопоморське воєводство)
Ґостинь (пол. Gostyń, нім. Groß Justin) — село в Польщі, у гміні Свежно Каменського повіту Західнопоморського воєводства.
Населення — 635 осіб (2011).
У 1975-1998 роках село належало до Щецинського воєводства.

## Демографія
Демографічна структура станом на 31 березня 2011 року:
|          | Загалом | Допрацездатний вік | Працездатний вік | Постпрацездатний вік |
| -------- | ------- | ------------------ | ---------------- | -------------------- |
| Чоловіки | 314     | 62                 | 228              | 24                   |
| Жінки    | 321     | 59                 | 200              | 62                   |
| Разом    | 635     | 121                | 428              | 86                   |